# Ходарз
Ходарз (дав.-гр. Χωδαρζος — можливо: «списоносець» від скіфськ. hvata + arsti; менш ймовірно Ход-арс — «походить з арсів»; інакше Ходарс) — цар скіфів Криму в I столітті, син Омпсалака, зведений на престол боспорським царем Аспургом.
Виявлення імені Ходарза було складним дослідницьким завданням. У першому рядку фрагментованого напису з Неаполя Скіфського Василь Латишев відновлював титул [Βασ]ιλεύς, 29, але потім відмовився на користь особистого імені [Άχιλ]λεύς, 30. Це прийняла Елла Соломонік. Але огляд оригіналу переконав Дмитра Раєвського, що в цьому слові перед лямбдою чітко видно залишки йоти (ι). Це дозволило повернутися до початкового читання Латишева (Βασ)ιλεύς Χωδ[αρζος? 32) Прийняте відновлення напису знаходить численні надійні паралелі в боспорській, херсонеській та неапольській епіграфіці.
У результаті весь напис відновлено так: [Βας]ιλεύς Χωδ[αρζος υιός vel ο εκ βασιλέως.